# Józef Felicjan Potocki
Józef Felicjan Potocki herbu Pilawa (zm. 1723) – rotmistrz, poseł, strażnik wielki koronny w 1720 roku, starosta bełski w latach 1703–1720, starosta robczycki w 1697 roku.
Brat Stanisława Władysława i Michała, ojciec Franciszka Salezego, wojewody kijowskiego.
Poseł sejmiku podolskiego na sejm nadzwyczajny 1693 roku. Poseł na sejm elekcyjny 1697 roku z województwa bełskiego. Poseł na sejm koronacyjny 1697 roku z województwa bełskiego. Był elektorem Augusta II Mocnego z województwa bełskiego w 1697 roku. Jako poseł województwa bełskiego był uczestnikiem Walnej Rady Warszawskiej 1710 roku.
Brał udział w konfederacji tarnogrodzkiej i został jej konsyliarzem jako marszałek bełski. Podpisał traktat warszawski 1716 roku w imieniu konfederacji tarnogrodzkiej i skonfederowanych wojsk koronnych. Poseł na sejm z limity 1719/1720 roku z województwa bełskiego. Poseł na sejm 1720 roku z województwa bełskiego. Był posłem na sejm 1722 roku z województwa bełskiego.